# Trogomorpha castanea
Trogomorpha castanea là một loài tò vò trong họ Ichneumonidae.